# Family Weekend
Family Weekend (Fin de semana familiar en Hispanoamérica)  es una película del género comedia dramática.

## Trama
Emily es una joven de 16 años increíblemente motivada, que ha crecido cada vez más frustrada por la falta de apoyo y orientación de sus padres. Su madre, Samantha, tiene una carrera enfocada como ejecutiva de negocios de alta jerarquía. Su padre, Duncan, es un feliz y despreocupado artista que no le importa ganar un cheque de pago. Cuando ellos se pierden la participación de su hija en una competencia de salto con cuerda, Emily llega a su punto de ruptura y esto la lleva a ella misma a restaurar el orden en el hogar. Con la ayuda de sus hermanos, se unen y toman como rehenes a sus padres con la esperanza de volver a convertirse en una familia.

## Elenco
- Kristin Chenoweth como Samantha Smith-Dungy.
- Matthew Modine como Duncan Dungy.
- Olesya Rulin como Emily Smith-Dungy.
- Joey King como Lucinda Smith-Dungy.
- Shirley Jones como GG.
- Eddie Hassell como Jackson Smith-Dungy.
- Chloe Bridges como Kat.
- Adam Saunders como Rick.
- Robbie Tucker como Mickey Smith-Dungy.
- Peter Gail como Deputy Tyler.
- Chase Maser como Chris.

- Datos: Q12119563